# Достоинство
Досто́инство — самоуважение человеческой личности как морально-нравственная категория, характеристика человека со стороны его внутренней ценности, соответствия своему предназначению, основа для формирования правосознания и обретения претензий на материальные и нематериальные права.
Ранние представления о достоинстве определялись социальным статусом. В настоящее время достоинство означает «внутреннее благородство», независимо от происхождения и положения в обществе.
Достоинство как моральное понятие — характеризует индивида как личность и определяется не внешними условностями, а присущей человеку как индивидуальной личности и гражданину свободой, выступает основанием выражения воли, противостоящим своекорыстию и другим практическим побуждениям (по И. Канту). Из величайшей ценности человеческой жизни следует наличие достоинства у каждого, даже не подозревающего об этом, человека.
В противовес заслуге, достоинство — императивное понятие (человеку до́лжно быть достойным, тогда как заслуга вменяется человеку в знак одобрения его успехов).
В противовес чести, достоинство — отношение к субъекту самого субъекта (честь — уважение субъекта обществом).

## Право
В древнеримском обществе «dignitas» (лат.) — влияние, которое гражданин мужского пола приобретал на протяжении всей своей жизни, включая личную репутацию, моральное положение и этическую ценность. А также — право мужчины на уважение и надлежащее обращение благодаря репутации и положению его семьи. Определение не имеет прямого перевода, поэтому некоторые толкования включают в этот термин понятия «престиж», «харизма», «уважение», «сила личного влияния». Октавиан Август связывал его с устоявшимся термином «auctoritas» (авторитет), определяя последний как выражение достоинства мужчины.
В монархическом строе суверена называли источником чести («источником достоинства»), от которого происходит всякое достоинство, выражающееся в исключительном праве присваивать законные дворянские титулы и рыцарские ордена другим лицам. Система дворянских титулов подразумевала под собой прежде всего обозначение прав собственности и управления землями суверена, являющегося «верховным собственником» земли. Поэтому даруемые титулы (англ. titles, estates) не просто отмечали «достойность» одариваемого, но приводили к возникновению у последнего вполне конкретных имущественных прав и обязанностей перед сувереном.
В конституционном праве «достоинство личности» — критерий отношения государства к личности и её правовому статусу. В нравственно-правовом смысле достоинство рассматривается как источник и причина возникновения прав человека. Поэтому Устав Организации Объединенных Наций, Всеобщая декларация прав человека, Хартия Европейского союза по правам человека и многие другие документы, обладающие наивысшей юридической силой и закрепляющие основные права, считают человеческое достоинство одной из основополагающих ценностей.
В гражданском праве «достоинство» — одно из нематериальных благ, которые принадлежат человеку от рождения. Оно неотчуждаемо и непередаваемо. (См. напр. ст. 150 ГК РФ)
В России выраженное в неприличной форме унижение достоинства личности (ст. 5.61 КоАП РФ — «Оскорбление») и распространение ложных сведений, порочащих достоинство личности (ст. 128.1 УК РФ — «Клевета»), являются административным и уголовным правонарушениями соответственно.